# إيلي غريبة
إيلي غريبة ممثل سوري ولد في محافظة حمص متزوج وله ثلاثة أبناء وهو من مؤسسي نقابة الفنانين السوريين.

## الأعمال المسرحية
أهم الأعمال التي شارك بها في المسرح: 
1. حفلة سمر من أجل 5 حزيران
2. مغامرة رأس المملوك جابر
3. الفيل يا ملك الزمان
4. الدراويش يبحثون عن الحقيقة
5. مريض الوهم
6. الأم
7. مسرح الشوك

## الأعمال السينمائية
1. حبيبتي يا حب التوت
2. الاتجاه المعاكس
3. حادثة النصف متر
4. الحسناء وقاهر الفضاء

## الأعمال التلفزيونية
1. مذكرات حرامي
2. دولاب
3. على الرصيف
4. عبد الستاركاف
5. الفراري
6. اشجار البحيرة
7. ياقوت الحموي
8. أحلام لاتموت